# Голт, Мэтью Гамильтон
Мэтью Гамильтон Голт (англ. Matthew Hamilton Gault; 18 июля 1822 — 1 июня 1887, Монреаль) — канадский финансист и политик северо-ирландского происхождения; депутат парламента, мировой судья.

## Биография
Родился 18 июля 1822 года в север-ирландском городе Страбан в семье Лесли Голта (1787-1843) и его жены Мэри Гамильтон (1798-1874); брат промышленника Эндрю Фридерика Голта, дядя бригадного генерала Эндрю Гамильтона Голта.
Получил первоначальное частное образование у преподобного Чарльза Аллена, считавшегося одним из лучших классических преподавателей Ирландии. В возрасте пятнадцати лет Мэтью упал с лошади и серьезно повредил позвоночник, что вызвало изменения в его нервной системе, от которых он никогда полностью не оправился. После того как в течение юноша был прикован к постели, снова вернулся в школу, но оказался так далеко позади своих одноклассников, что, разочаровавшись, бросил учёбу. До отъезда семьи в Монреаль Мэтью зарабатывал на жизнь, ловя рыбу и охотясь на кроликов.
Его отец был одним из самых преуспевающих торговцев в Страбане, являлся судовладельцем, торговал зерном и древесиной. Но к 1840-м годам его финансы уменьшились, три корабля были потеряны в море, грузы от его пяти оставшихся были проданы с демпингом, чтобы оставить какие-то сбережения. В 1842 году Лесли Голта решил начать новую жизнь и отправился с семьей в Монреале, провинция Квебек. Здесь Мэтью Голта постигло горе: его мать заболела и ей посоветовали вернуться в Ирландию, а через девять месяцев отец умер от холеры.

### Деятельность
В течение первых нескольких лет Мытью и его младшие братья и сестры поддерживали существование за счет продажи семейной собственности; банк, в котором находились их сбережения, потерпел крах; братья пытались заниматься сельским хозяйством, но и здесь понесли потери.
В 1851 году Мэтью Голт был назначен агентом страховой компании  Mutual Life Assurance Company of New York (ныне AXA) в Нью-Йорке, США, и Western Assurance Company в Торонто, провинция Онтарио. К началу 1860-х годов он уже был секретарем-казначеем общества Montreal Permanent Building Society, которое в 1875 году стало кредитно-ипотечной компанией Montreal Loan and Mortgage Company. Через два года он был назначен ее президентом и занимал эту должность до самой смерти. В период с 1866 по 1870 год Голт был управляющим Royal Canadian Bank в Торонто, а с 1879 года — директором компании Royal Insurance Company of England (ныне RSA). Также он являлся президентом Exchange Bank of Canada, директором  Richelieu and Ontario Navigation Company, директором отеля «Виндзор», попечителем и казначеем кладбища «Маунт Ройял».
Близкий к Консервативной партии и друживший с Жоржем Этьенном Картье, Мэтью Голт был в 1878 году кандидатом от консерваторов на федеральных выборах от избирательного округа Монреаль-Уэст. При поддержке мэра Jean-Louis Beaudry и нескольких влиятельных бизнесменов, он был избран депутатом парламента Канады в 1878 году и переизбран в 1882 году. Будучи известным человеком в монреальском сообществе, Голт в 1883 году стал комиссаром Монреальского зимнего карнавала.
В Англии Голт стал  Freeman of the City of London, в Монреале он много лет был добровольцем Garrison Artillery и капитаном первого класса, который сформировал свою роту по просьбе Francis de Rottenburg. Мэтью Голт основал ирландское протестантское благотворительное общество, первое в своем роде в Канаде. Он был хранителем монреальского кафедрального собора Христа и старшим хранителем во время передачи здания епископу Фрэнсису Фулфорду при освящении собора.
Умер 1 июня 1887 года в Монреале.

### Семья
В 1854 году в церкви Святого Георгия в Монреале Мэтью Гамильтон Голт женился на Элизабет Джоанн Борн. Они стали родителями шестнадцати детей, одиннадцать из которых дожили до совершеннолетия.